# Communauté de communes de Vendeuvre-Soulaines
La communauté de communes de Vendeuvre-Soulaines est une communauté de communes française, située dans le département de l'Aube et la région Grand Est.
Elle est issue de la fusion en 2017 des deux communautés de communes de Soulaines et des Rivières dont le siège était Vendeuvre-sur-Barse.

## Historique
Le projet de schéma départemental de coopération intercommunale de 2015 impose une fusion aux communautés de communes dont le seuil de population de 5 000 habitants n'est pas atteint et la Communauté de communes de Soulaines est dans l'obligation de fusionner ; la communauté de communes des Rivières reste conforme car sa densité est inférieure à 30 % densité nationale et supérieur à 5 000 habitants.
Les communautés de communes de Soulaines et des Rivières s’étendent à l’est de l’Aube. La disparité tant démographique que financière de ces deux communautés de communes voisines entretient un morcellement du territoire susceptible de peser sur son développement à moyen terme.
Toutefois, la présence d’installations de stockage de déchets radioactifs sur le territoire de Soulaines constitue une spécificité. Elle induit des contraintes particulières qui plaident pour une évolution mesurée du périmètre de cette communauté de communes.
Le nouvel ensemble réunira 38 communes pour une population de 7 873 habitants (densité : 17,59 hab/km2). Les communes et les EPCI rendent tous un avis favorable ou réputé favorable.
L'arrêté sera pris le 28 octobre 2016

## Composition
La communauté de communes est composée des 38 communes suivantes :

| Nom                     | Code Insee | Gentilé          | Superficie (km2) | Population (dernière pop. légale) | Densité (hab./km2) |
| ----------------------- | ---------- | ---------------- | ---------------- | --------------------------------- | ------------------ |
| Soulaines-Dhuys (siège) | 10372      | Soulainois       | 20,06            | 419 (2022)                        | 21                 |
| Amance                  | 10005      | Amançois         | 22,88            | 244 (2022)                        | 11                 |
| Argançon                | 10008      |                  | 8,2              | 107 (2022)                        | 13                 |
| Beurey                  | 10045      |                  | 17,33            | 178 (2022)                        | 10                 |
| Bossancourt             | 10050      | Bossancourtois   | 6,92             | 193 (2022)                        | 28                 |
| La Chaise               | 10072      |                  | 8,81             | 32 (2022)                         | 3,6                |
| Champ-sur-Barse         | 10078      |                  | 7,12             | 26 (2022)                         | 3,7                |
| Chaumesnil              | 10093      | Chaumesnilois    | 11,07            | 109 (2022)                        | 9,8                |
| Colombé-la-Fosse        | 10102      | Conivans         | 9,31             | 163 (2022)                        | 18                 |
| Crespy-le-Neuf          | 10117      | Crespinois       | 10,19            | 125 (2022)                        | 12                 |
| Dolancourt              | 10126      | Dolancourtois    | 4,88             | 125 (2022)                        | 26                 |
| Éclance                 | 10135      | Éclaristes       | 11,48            | 87 (2022)                         | 7,6                |
| Épothémont              | 10139      | Épothémontais    | 10,43            | 154 (2022)                        | 15                 |
| Fresnay                 | 10161      |                  | 7,54             | 50 (2022)                         | 6,6                |
| Fuligny                 | 10163      |                  | 10,34            | 40 (2022)                         | 3,9                |
| Jessains                | 10178      | Jessainois       | 10,88            | 253 (2022)                        | 23                 |
| Juzanvigny              | 10184      | Vadragons        | 7,64             | 130 (2022)                        | 17                 |
| Lévigny                 | 10194      | Lévignois        | 13,75            | 91 (2022)                         | 6,6                |
| La Loge-aux-Chèvres     | 10200      | Logiens          | 2,82             | 94 (2022)                         | 33                 |
| Longpré-le-Sec          | 10205      |                  | 15,71            | 69 (2022)                         | 4,4                |
| Magny-Fouchard          | 10215      |                  | 15,16            | 261 (2022)                        | 17                 |
| Maison-des-Champs       | 10217      | Eclaris          | 4,35             | 35 (2022)                         | 8                  |
| Maisons-lès-Soulaines   | 10219      |                  | 6,16             | 64 (2022)                         | 10                 |
| Montmartin-le-Haut      | 10252      | Montmartinois    | 1,61             | 64 (2022)                         | 40                 |
| Morvilliers             | 10258      | Morvilliersiens  | 15,64            | 270 (2022)                        | 17                 |
| Petit-Mesnil            | 10286      |                  | 14,83            | 202 (2022)                        | 14                 |
| Puits-et-Nuisement      | 10310      | Puisementins     | 12,19            | 201 (2022)                        | 16                 |
| La Rothière             | 10327      | Rothiérons       | 7,13             | 125 (2022)                        | 18                 |
| Saulcy                  | 10366      |                  | 11,39            | 62 (2022)                         | 5,4                |
| Thil                    | 10377      | Thillois         | 19,42            | 106 (2022)                        | 5,5                |
| Thors                   | 10378      | Thorsais         | 8,33             | 68 (2022)                         | 8,2                |
| Trannes                 | 10384      | Trannois         | 10,11            | 198 (2022)                        | 20                 |
| Vauchonvilliers         | 10397      | Vauchonvillerots | 11,62            | 172 (2022)                        | 15                 |
| Vendeuvre-sur-Barse     | 10401      | Vendeuvrois      | 51,94            | 2 256 (2022)                      | 43                 |
| Vernonvilliers          | 10403      | Vernonvilliérois | 7,66             | 57 (2022)                         | 7,4                |
| Ville-aux-Bois          | 10411      |                  | 5,56             | 28 (2022)                         | 5                  |
| Ville-sur-Terre         | 10428      |                  | 16,1             | 97 (2022)                         | 6                  |
| La Villeneuve-au-Chêne  | 10423      | Villeneuvois     | 10,94            | 404 (2022)                        | 37                 |

## Administration

### Siège
La communauté de communes a son siège au Domaine Saint Victor à Soulaines-Dhuys

### Conseil communautaire
En 2017, 53 conseillers communautaires siègent dans le conseil selon la répartition défini par un accord local.
| Nombre de délégués | Communes                                |
| ------------------ | --------------------------------------- |
| 14                 | Vendeuvre-sur-Barse                     |
| 2                  | Soulaines-Dhuys, La Villenauve-au-Chêne |
| 1                  | Les autres communes                     |

### Présidence
La communauté de communes est actuellement présidée par 
| Période      | Période  | Identité               | Étiquette | Qualité                                                                     |
| ------------ | -------- | ---------------------- | --------- | --------------------------------------------------------------------------- |
| janvier 2017 | En cours | M. Philippe Dallemagne | UDI       | Maire de Soulaines-Dhuys conseiller départemental du canton de Bar-sur-Aube |

## Compétences
La structure adhère au 
- Syndicat mixte d'aménagement du bassin de la Voire
- Syndicat mixte d'élimination des déchets ménagers du territoire d'Orient
- Syndicat Départemental d’Élimination des Déchets de l'Aube
- Syndicat Bresse Œillet
- Syndicat mixte pour l'aménagement et la gestion du Parc Naturel de la Forêt d'Orient